# Ian Shapiro

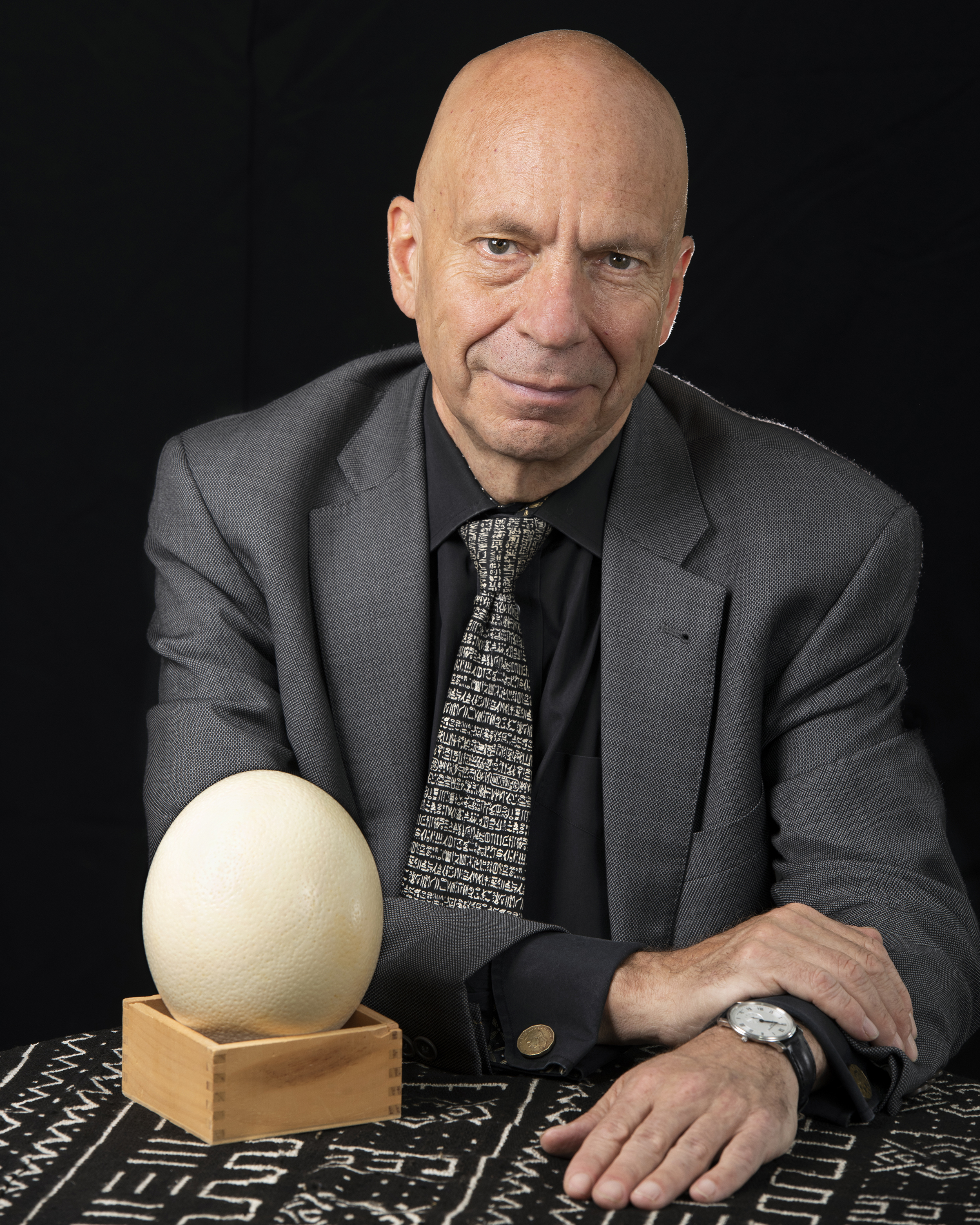

Ian Shapiro es catedrático de ciencias políticas y Director de la fundación Henry R. Luce del Centro MacMillan en la Universidad de Yale. 
Se le conoce principalmente por participar en debates sobre teoría de la democracia y por sus métodos para investigar las ciencias sociales. En lo que se refiere a teoría de la democracia, opina que el valor de la democracia viene dado principalmente por su potencial para limitar la dominación y no tanto, como habitualmente se asume, por el hecho de que funcione como sistema de participación, representación o agregación de preferencias.
En debates sobre los métodos científicos de las ciencias sociales, se le conoce por su rechazo a las aproximaciones prevalentes, guiadas, bien por las teorías, bien por los métodos, y por abrazar una aproximación que, partiendo de cada problema, adecua el método al estudio de ese problema en vez de a la inversa.

## Biografía y carrera
Nacido en Johannesburgo, Sudáfrica el 29 de septiembre de 1956, Shapiro es el más joven de cuatro hermanos. Fue educado en la escuela San Stithians en Johannesburgo (1963-68), la escuela San Albans en Pretoria (1969) y el primer instituto multirracial de Sudáfrica, la escuela Woodmead en Rivonia (1970-72). A la edad de 16 años emigró al Reino Unido donde completó los niveles "O" y "A" en la escuela Abbotsholme en Derbyshire (1972-75). Estos años de niñez y juventud ocurrieron durante la Guerra de la frontera de Sudáfrica y, debido a que el servicio militar de Sudáfrica era obligatorio, habría implicado su colaboración con el régimen del "apartheid". Shapiro decidió permanecer en el Reino Unido y estudiar Filosofía y Política en la Universidad de Bristol, recibiendo su Bachelor of Science con honores en 1978.
Tras la obtención de su grado, volvió a emigrar, esta vez a los Estados Unidos de América, y se matriculó en el programa de doctorado en Ciencias Políticas de la Universidad de Yale, donde obtuvo su Maestría en 1980 y un Doctorado, con distinción, en 1983 por su Tesis doctoral titulada “La evolución de los derechos en el pensamiento político liberal: una explicación realista," que ganó el premio Leo Strauss concedido por la Asociación de Ciencias Políticas Americanas en 1985. En Yale, Shapiro estudió con el importante teórico del pluralismo y la democracia, Robert Dahl, aunque su trabajo muestra influencia de Douglas Rae y Michael Walzer, quienes fueron consejeros externos de su tesis. Tras la publicación de su tesis, Shapiro continuó en la Escuela de Derecho de Yale, obteniendo el Juris Doctor en 1987. Entonces fue admitido como profesor ayudante en el departamento de Ciencias Políticas y, posteriormente, promovido a la categoría de profesor titular en 1992, obteniendo una plaza de profesor William R. Kenan, Jr. en el año 2000 y la cátedra Sterling de Ciencias Políticas de Yale en el año 2005.
Actualmente, Shapiro es director de la Fundación Henry R. Luce del Centro MacMillan en la Universidad de Yale. En el año 2000 fue elegido para la Academia Estadounidense de las Artes y las Ciencias, en el año 2008 para la American Philosophical Society, y para el Council on Foreign Relations en 2009.
En el pasado, ha sido miembro de la Carnegie Corporation, la Fundación Guggenheim y el Centro para Estudios Avanzados en las Ciencias del Comportamiento. También ha sido profesor invitado en la Universidad de Ciudad del Cabo, en la Facultad Nuffield en Oxford y en la Universidad Keio en Tokio.

## Trabajo académico

### Primeros trabajos
Los primeros trabajos de Shapiro exploran la existencia de estructuras adecuadas para el estudio de la Política. Esta exploración se pueden encontrar en libros como La evolución de los derechos en la teoría liberal (1986), Crítica política (1990) y Un lugar para la democracia (1996), donde Shapiro se alinea con las teorías liberales, comunitarias y democráticas que dominaban la política del momento.
En La evolución de los derechos en la teoría liberal (1986), Shapiro examinó los cambios en las bases del pensamiento político liberal en lo tocante a los derechos individuales, cambios ocurridos desde el siglo XVII en adelante. La obra se plantea las siguientes cuestiones: ¿porqué se consolidan los modos particulares de hablar sobre los derechos durante la revolución inglesa del siglo XVII?; ¿cómo y porqué han cambiado de la forma en la que lo han hecho?; y ¿cómo estos cambios animan y restringen a la política hoy día? Shapiro traza los orígenes del pensamiento político liberal a través de cuatro etapas principales, asociados a transformaciones económicas y sociales importantes, estas etapas son denominadas por Shapiro: transicional, clásica, neoclásica y keinesana. Cada una es explorada haciendo referencia a un teórico emblemático: Thomas Hobbes, John Locke, Robert Nozick y John Rawls.
Shapiro se muestra escéptico respecto de lo que afirman los postmodernistas, como Richard Rorty, al indicar que nuestros compromisos intelectuales son contingentes y, por ello, sujetos a apoyo voluntario y a revisión; Shapiro argumenta que “muchas de las creencias filosóficas más básicas son una parte esencial de las prácticas sociales que apoyamos a diario sin pensar en ello. Para dichas prácticas sociales, esas creencias son un requisito no trivial y ello genera una limitación importante respecto de los cambios que podemos esperar razonablemente en el sistema de creencias… Por ello es necesario que tengamos mucho más en cuenta las circunstancias actuales, cómo han llegado a ser lo que son y cómo influyen en nuestros propios sistemas de valores y acciones, si queremos discutir de forma seria en busca de valores significativamente diferentes en el mundo político contemporáneo”.
Shapiro argumenta que “la visión liberal de los derechos evolucionó mediante procesos de cambios que fueron muy condicionados por la evoluación de los mercados capitalistas y sirvió funcionalmente a éstos”. Los cambios en los marcos conceptuales epistemológicos de los siglos XVII al XX demostraron cómo funciona este tipo de adaptación. Por ejemplo, debido a que sus principios epistémicos todavía no están contaminados por el escepticismo de Hume, Hobbes y Locke fueron capaces de asuir que cada uno de nosotros, como agente autónomo, optaría por un conjunto de derechos compatible con un conjunto de derechos ‘objetivamente correcto’, siendo estos el equivalente a una moral universal. Después de Hume, esta posición no se puede continuar asumiendo. Shapiro indica que los intentos para adaptar la forma en la que hablamos acerca de los derechos en estas condiciones posteriores a Hume llevan a veces a la incoherencia. Posteriores teóricos de los derechos como Nozick y Rawls tratan de resolver dicha incoherencia mediante la asunción de principios económicos (para Nozick, neoclásicos, para Rawls, keinesianos). Estos principios ofrecen un punto de amarre aparentemente objetivo para motivo subjetivos. Shapiro termina indicando que “las principales razones para la tenacidad de la concepción liberal de los derechos individuales, su visión libertaria negativa de la sustancia de los derechos, su visión del consentimiento individual como la base legitimadora de los derechos, y su concepción esencialmente pluralista y utilitaria del propósito al que sirven dichos derechos, en sus diversas formulaciones, se han combinado para expresar una visión de la política que es requerida por las prácticas del mercado y legitimada por éstas”.
En su obra Crítica política, Shapiro continúa explorando el tema de la gestión de la desatada objetividad moderna. En ella, Sharpiro de embarca en el estudio de marcos conceptuales para la política articulados en oposición al fundacionalismo neokantiano de Rawls, incluyendo los trabajos contrarios al fundacionalismo publicados por Richard Rorty, J.G.A. Pocock, Michael Walzer, Alasdair MacIntyre y Allan Bloom. Estos pensadores han intentado fundar la moral en variaciones de los conceptos de la convención, la tradición y la intersubjetividad. En esencia, esperan justificar las afirmaciones éticas y políticas mediante el contexto, tomando prestado el análisis epistémico holista de W.V.O. Quine. En última instancia, Shapiro critica estos intentos porque “caen en la falacia de identificar un tipo incorrecto de argumento fundamental con cualquier intento de ofrecer unos fundamentos adecuados a nuestras creencias”. En vez de las alternativas fallidas (fundacionalismo y contextualismo), Shapiro recomienda una tercera vía, que él denomina “naturalismo crítico,” una vía que descansa en una adhesión a una suerte de realismo pragmático. Derivando su análisis a partir de una postura aristotélica, Shapiro construye un objetivo para la política en la noción de vida auténtica e integrada.
En El lugar de la democracia, Shapiro recoge una serie de ensayos que juntos completan la crítica y las bases de su teoría de la democracia. En él, explora la cuestión de cómo “las vías de mocráticas para hacer las cosas pueden conjuntarse con otros valores humanos para dar mejor forma a la manera en la que la gente persigue los objetivos colectivos”. Para ello, Shapiro de dedica a estudiar una serie de aproximaciones al estudio de la política democrática. Estas incluyen la teoría de la elección pública, la teoría económica del contrato, el fundacionalismo neokantiano y las aproximaciones neoschumpeterianas basadas en el interés (en este último caso, con un interés particular en la aplicación a la transición sudafricana hacia la democracia posterior al apartheid). La principal preocupación de Shapiro es desarrollar una ética política práctica que, partiendo de las personas y las instituciones tal y como son, permita imaginar cómo podrían haber sido. Con esa perspectiva en mente, en este libro comienza a esbozar las líneas maestras de su teoría de la justicia democrática. Si seguimos la línea argumental de Michael Walzer en Esferas de justicia, Shapiro defiende una aproximación “semi-contextual” al estudio y búsqueda de la justicia que varía con el tiempo y con las diferentes situaciones de interacción social en el ser humano.
En estos primeros libros, principalmente críticos, Shapiro explora la relación que existe entre la justicia y la democracia, y entre éstas y las realidades de la política y los medios prácticos para resolver la aparición de injusticias. En su siguiente libro, Justicia democrática (1999), que algunos académicos sitúan entre los cuatro o cinco libros más importantes desde la Teoría de la justicia de Rawls, Shapiro comienza a articular de forma sistemática y con madurez constructiva su teoría de la democracia.

### Teoría de la Justicia y la democracia
En Justicia democrática (2001), Shapiro expone como en determinadas situaciones la democracia puede no implicar justicia y viceversa, pero que, sin embargo, se busca maximizar a la vez. Esto es, en parte, por razones políticas prácticas. Según indica, la justicia debe ser buscada de forma democrática para que sea legítima en el mundo moderno; y la democracia debe promover la justicia si se quiere que mantenga nuestra adhesión a largo plazo. Pero, además de estas consideraciones políticas, Shapiro indica que hay un enlace filosófico entre la justicia y la democracia que está enraizado en el hecho de que las propuestas más plausibles de ambos ideales implican adhesión a la idea de no dominación. El poder y la jerarquía son endémicas a la interacción humana. Esto implica que la dominación es una posibilidad siempre presente. El desafío, pues, es cómo encontrar formas de limitar la dominación a la vez que se minimiza la interferencia con las jerarquías legítimas y las relaciones de poder. Esto conduce a Shapiro a su afirmación de que la democracia es un bien subordinado o condicionado: un bien que da forma a los términos de la interacción humana sin que por ello determine su curso. Perseguir la justicia democrática implica el recurso, cuando ello sea posible, a lo que Shapiro describe como la sabiduría de los que están dentro del sistema. Lo que Shapiro quiere decir con esto es que la gente debe democratizar -por sí misma- la persecución colectiva de los valores. Según Shapiro, es improbable que las soluciones impuestas sean tan efectivas como las que han sido diseñadas por los que están dentro del sistema, y, aunque lo fueran, su legitimidad siempre estará cuestionada. Son soluciones de último recurso. Cuando se adoptan, la mejor forma de hacerlo es de forma indirecta y procurando que se minimice la interferencia con lo que la gente busca en el resto de valores positivos.
En los capítulos de aplicación práctica de Justicia democrática, Shapiro muestra como puede conseguirse esto mediante un ciclo de vida humano en diferentes fases, desde la niñez, pasando por los mundos de los adultos en el trabajo y la vida doméstica, el retiro, la vejez y la proximidad de la muerte. Shapiro invoca las implicaciones de su reflexión en los debates sobre la autoridad que se ejerce sobre los niños, las leyes del matrimonio y el divorcio, el aborto y el control de la población, el lugar de trabajo, las garantías de ingresos mínimos, los seguros sanitarios, las políticas de jubilación, y las decisiones tomadas por y para los ancianos que necesitan cuidados. Sus argumentos sobre la democracia han sido desarrollados con mayor extensión en El estado de la teoría democrática (2003) y El mundo real de la teoría democrática (2011). Este último incluye una respuesta a las críticas recibidas por Justicia democrática y una visión preliminar de varios trabajos en proyecto sobre los temas de las instituciones públicas, la democracia y la distribución. Finalmente, también ofrece una elaboración de los argumentos filosóficos que subyacen a toda su teoría en el artículo Sobre la no dominación (2012). 
Shapiro también ha trabajado en temas relacionados con la transición desde los sistemas autoritarios a la democracia. En varios artículos escritos en colaboración con Courtney Jung y otros, Shapiro ha desarrollado una reflexión sobre las condiciones que hacen más o menos probable que se de lugar la transición negociada a una democracia, afrontando también la cuestión de cómo dicha transición puede convertirse en algo sostenible. Su trabajo ha generado un debate académico importante.

### Métodos de las humanidades
En diversos artículos y libros Shapiro ha defendido distintas aproximaciones a la posibilidad de un conocimiento científico de las ciencias sociales, la mejor forma de obtenerlo y sus implicaciones para la filosofía política.
En Patologías de la teoría de la decisión racional, Shapiro y su coautor Donald Green se dedicaron al tema del principal método de las ciencias sociales: el uso de modelos de decisión racional derivados de la economía neoclásica para explicar, predecir e interpretar la acción política. Argumentaban que, si los teóricos de la decisión racional quieren ofrecer explicaciones convincentes, éstas deberían ofrecer predicciones sólidas — o al menos deberían funcionar mejor que sus alternativas. Al revisar los resultados de los modelos de decisión racional en diversas áreas de las ciencias políticas, incluyendo el comportamiento de los votantes, la acción colectiva, el comportamiento de los legisladores y las teorías de la distribución espacial del voto, Green y Shapiro concluyeron que la teoría de decisión racional ha explicado mucho menos de lo que reclama. De hecho, ambos autores indican que el objetivo no puede conseguirse tal y como está fijado porque, como todas las teorías que pretenden ser universales, trata todos los objetos de su estudio como si fueran objetos del mismo tipo. Una aproximación que pretende ser universal cae inevitablemente en lo que Shapiro denomina ciencia social 'dirigida por el método' en vez de 'dirigida por el problema'. “las hipótesis tienen formulaciones empíricamente intratables: la evidencia se selecciona y se contrasta de forma sesgada; las conclusiones de extraen sin una atención seria a otras explicaciones; las anomalías empíricas y los hechos que no concuerdan normalmente se ignoran o son evitados por alteraciones post hoc a los argumentos de la deducción...”. Estos problemas “generan y refuerzan un síndrome debilitante por el cual las teorías se elaboran y modifican con el objetivo de mantener su carácter universal, en vez de que puedan dar soporte a los requisitos de unas pruebas factibles. Cuando este síndrome aparece, los datos ya no sirven para probar las teorías: en vez de ello, las teorías refutan y eluden los datos de manera continua. En resumen, la investigación empírica se convierte en un proceso dirigido por la teoría en vez de ser dirigido por el problema, diseñada más para dar soporte o para vindicar una variante de una teoría de la decisión racional en vez de para dar cuenta de cualquier conjunto concreto de fenómenos políticos”.
En efecto, Green y Shapiro argumentan que la metodología de la elección racional, que se había convertido en la predominante en la ciencia política en los años ochenta, se dirigía a “…[compensar]… las teorías universales de sus discordancias con la realidad”. Según indicaban, la teoría de la decisión reacional descansa en presupuestos no substanciados sobre la realidad política. Cuando estos presupuestos son observados con detalle y comprobados empíricamente, se descubre con frecuencia que son presupuestos incorrectos. Y cuando la teoría de la decisión racional genera explicaciones que son ciertas y predicen la realidad, habitualmente dichas explicaciones resultan ser banales, obvias y de ahí que cuenten con poco mérito.
Por su parte, Patologías generó una considerable atención de la crítica de todos los sectores del campo de la Política como ciencia, con cierta repercusión fuera del mundo académico. A este trabajo se le acredita la promoción y revitalización de la investigación empírica sistemática en la disciplina de las ciencias políticas.
En La huida de la realidad en las ciencias humanas, Shapiro realiza una observación sistemática de las diferentes formas en las que las humanidades han perdido de vista el objeto de su estudio, confundiendo la precisión con el rigor metodológico aparente. Esto es importante, según indica, porque las conclusiones que resultan, incluso cuando éstas descansan en presupuestos que están divorciados de la realidad, pueden impactar de manera profunda los resultados reales. Por ejemplo, debido a la ineficacia de los métodos, este tipo de forma de hacer ciencias sociales puede neutralizar la crítica social. Junto a la crítica de las estrategias dirigidas por el método que son adoptadas por los teóricos de la decisión racional, los interpretativistas y otros, Shapiro ofrece una defensa del realismo epistémológico. Define su realismo como algo que descansa en una doble convicción: “que el mundo es un sistema de causas y efectos que existen de forma independiente a nuestro estudio —en ocasiones incluso ajeno a él— y que los métodos científicos ofrecen la mejor posibilidad de poder entender su verdadero carácter”. Shapiro explora las implicaciones que esto tiene tanto para las humanidades como para los debates sobre las formas de legislar que, según indica, deberían aproximarse más de lo que habitualmetne se aproximan. Por ejemplo, si nos preocupa reducir la injusticia en el mundo, deberíamos investigar tango el carácter filosófico de la justicia como las condiciones que existen en el mundo y que dan dorma a las ideas que la gente tiene a cerca de la misma.

### Cuestiones políticas
En El lugar de la democracia, shapiro dijo “…creo que la forma más probable en la que la investigación dará sus frutos es si comenzamos con los problemas de primer orden y abordamos compromisos de orden superior sólo en la medida necesaria para resolver dichos problemas de primer orden”. Shapiro ha abordado cuestiones políticas concretas en tres obras de teoría política aplicada: Aborto: las decisiones del Tribunal Supremo, donde ofrece un extenso análisis anotado sobre el debate político y legal sobre el tema del aborto que se produce en Estados Unidos desde los años 60; Muerte por un millar de cortes: la lucha sobre el impuesto de sucesiones (coescrito junto a Michael Graetz); y Contención: reconstruyendo una estrategia contra el terror global.
En Muerte por un millar de cortes, Graetz y Shapiro exploran algunas evidencias nuevas que se han recogido sobre una cuestión antigua; a saber: en las democracias, ¿porqué los pobres no obligan a los ricos a compartir su riqueza? La idea de que, si se les da el voto, los pobres lo utilizarán precisamente para que se legisle en este sentido, animó los debates que hubo en el siglo XIX sobre la extensión del sufragio a todas las clases sociales. Esta idea es también una predicción del teorema del votante de la mediana enunciado por los politólogos. Pero lo cierto es que no ocurre. De hecho, en las democracias, las mayorías soportan a veces impuestos regresivos, lo que es tanto como decir que a veces los pobres votan medidas que aumentará la riqueza de los miembros más ricos de la sociedad a expensas de los propios pobres que votan las medidas. Esto fue lo que ocurrió con el amplio apoyo que en los dos partidos mayoritarios se produjo a favor de la supresión del impuesto de sucesiones que había gravado las herencias desde 1916, como parte del recorte de impuestos presentado por el presidente Bush en el año 2001. Este impuesto era pagado solo por el dos por ciento de los más ricos de los contribuyentes, y la mitad de la recaudación era pagada por el cero coma cinco por ciento de los más ricos. Sin embargo las encuestas revelaron que una gran mayoría de ciudadanos preferían su abolición, y la legislación para derogar el impuesto ganó un apoyo en ambos partidos tanto en la Cámara de Representantes como en el Senado. Habiendo encontrado pocas referencias útiles en la literatura de las ciencias políticas o económicas que dieran cuenta de esto, Graetz y Shapiro realizaron un microestudio del éxito legislativo de la derogación del impuesto de sucesiones. Basándose en 150 entrevistas con congresistas, senadores, miembros de los partidos políticos, funcionarios, representantes de grupos de presión política, activistas, investigadores de los laboratorios de ideas, y encuestadores implicados en ambos extremos del debate sobre la derogación, destilaron una instantánea de “como operan realmente en el Washington de la actualidad el poder y la política”.
El libro desarrolla una serie de indagaciones sobre lo que constituyen coaliciones redistributivas más o menos eficaces en la política de los EE. UU., subrayando el complejo pluralismo de poderes en EE. UU. y el papel que los compromisos morales tienen en el proceso de animar la experiencia política. También ofrece una reflexión sobre las formas en las que los estadounidenses entienden el proceso de decisión y toman aus decisiones sobre los temas de interés. Argumentan que los grupos de interés pueden cambiar de forma radical el comportamiento de los políticos sin que sea necesario que cambie de forma sustancial la opinión pública. En el caso del impuesto de sucesiones, los grupos de interés fueron capaces de reconfigurar la pinión pública mediante el uso de términos neutros en las encuestas. De esa forma, aunque la opinión pública no había cambiado, la percepción de los políticos sobre la opinión pública cambió de forma radical y, con ella, su comprensión de lo que consideraban acciones políticas seguras. Esto ofrece una explicación parcial de la forma en la que las democracias pueden generar una redistribución hacia las clases más favorecidas, al contrario de lo que se podría asumir sería interés “objetivo” de la mayoría.
Shapiro escribió Contención con el cambio del panorama de la política exterior de los EE. UU. en la primera década del siglo XXI y las consecuencias subsiguientes. Este libro es una crítica tanto de la doctrina neoconservadora de Bush, que ganó adeptos tras los ataques del 11/9, como de los demócratas por su falta de alternativas. Empezando en la afirmación de que “en política electoral, no puedes ganar a un candidato que tiene algo si no tienes nada que ofrecer”, Shapiro expone una aproximación a los asuntos exteriores de la era post 11/9 basada en una adaptación de la estrategia de contención de George Kennan aplicada durante la guerra fría. La contención, es preferible a un cambio de régimen agresivo desde la perspetiva de los principios porque es más democrático dejar que sean los países los que elijan (o rechacen) la democracia por sí mismos; esto es consistente con la insistencia de Shapiro en que la ‘sabiduría de los que están dentro del sistema’ es importante para conseguir resultados justos. Pero hay más. Las guerras de agresión exterior son caras en términos de capital económico y político, y tienen costes en términos de reputación diplomática. Incluso una amenaza como el terror transfronterizo organizado, argumenta, puede ser contenido de forma más eficaz mediante la presión a los países que albergan las células terroristas que por el ataque directo. La defensa de Kennan de la estrategia de la contención había sido estratégica durante mucho tiempo, pero Shapiro argumenta que en ésta doctrina es imperativo utilizar sólo la fuerza de coerción estrictamente necesaria para parar al matón, sin convertirse el que la aplica en matón a su vez, lo que implica un compromiso central a resistirse a dominar y que ofrece al ideal democrático un atractivo normativo.

### Otras contribuciones
Durante ocho años, Shapiro ha editado NOMOS, el anuario de la Sociedad Norteamericana de Filosofía Política y Legal, así como un número indeterminado de trabajos y colecciones académicas. Shapiro también contribuye en la sección de “Arte e ideas” del New York Times, y en revistas como Dissent y Critical Review. Ocasionalmente también escribe editoriales de opinión.
Además, Shapiro ha publicado Los fundamentos morales de la Política (2003). Este libro deriva de un curso dentro del programa de grado de la Universidad de Yale que Shapiro viene impartiendo desde los años ochenta. En él explora tres tipos habituales de respuesta a las preguntas siguientes: “¿Quién debe juzgar?, ¿qué criterios debe aplicar?, y ¿son adecuadas las leyes y acciones de los estados que piden que obremos conforme a ellas?” Para ello examina las tradicionales doctrinas del utilitarismo, el marxismo y el contrato social, y mediante dicho examen pretende demostrar tanto las raíces comunes de los modos dominantes de legitimación política del siglo XX como las consecuencias prácticas de la articulación de estas tradiciones. En los capítulos finales, reflexiona sobre las críticas contemporáneas a la ilustración, argumentando que incluso si pudiéramos rechazar las ideas y principios que animaban el pensamiento político de la época, sería en detrimento nuestro hacerlo. Shapiro ofrece una defensa que él describe como ilustración madura. Su adhesión principal es hacia una visión falibilista de la ciencia y de la importancia política de la libertad individual tal y como se plasma a través de la representación en las instituciones.
Shapiro es miembro del comité consultivo de la Fundación para el Futuro de la Democracia en los EE. UU., una fundación sin ánimo de lucro y sin adscripción a ningún partido político de la que forman parte Yale University Press y el Centro MacMillan para el Área de Estudios Internacionales, dedicada a "la investigación y enseñanza para la renovación y mantenimiento de la visión histórica de la democracia en los Estados Unidos".

## Publicaciones
- Stagflation and the New Right. Telos 56 (Veranor 1983). New York: Telos Press.
- The Evolution of Rights in Liberal Theory, Cambridge University Press 1986, ISBN 0-521-32043-7
- Political Criticism, University of California Press 1990, ISBN 0-520-06672-3
- Pathologies of Rational Choice Theory, con Donald Green, Yale University Press 1996, ISBN 0-300-06636-8
- Democracy's Place, Cornell University Press 1996, ISBN 0-8014-3309-6
- Democratic Justice, Yale University Press 1999, ISBN 0-300-07825-0
- The Moral Foundations of Politics, Yale University Press 2003, ISBN 0-300-07907-9
- Problems and Methods in the Study of Politics, with Rogers M Smith and Tarek Masoud, Cambridge University Press 2004, ISBN 0-521-83174-1
- The State of Democratic Theory, Princeton University Press 2005, ISBN 0-691-12396-9
- The Flight From Reality in the Human Sciences, Princeton University Press 2005, ISBN 0-691-12057-9
- Death By a Thousand Cuts: The Fight Over Taxing Inherited Wealth, con Michael J. Graetz, Princeton University Press 2006, ISBN 0-691-12789-1
- Containment: Rebuilding a Strategy Against Global Terror, Princeton University Press 2007 ISBN 0-691-12928-2